# Tim Hutchinson

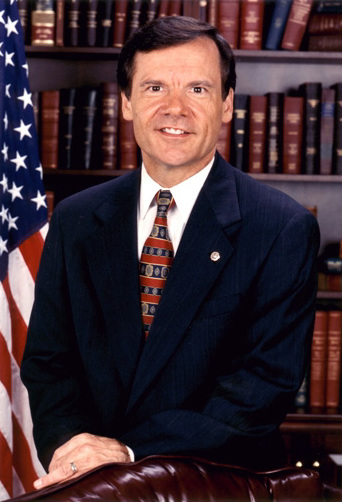
Tim Hutchinson

Young Timothy „Tim“ Hutchinson (* 11. August 1949 in Bentonville, Arkansas) ist ein US-amerikanischer Politiker (Republikanische Partei), der den Bundesstaat Arkansas in beiden Kammern des US-Kongresses vertrat.

## Leben
Als Junge besuchte Tim Hutchinson die öffentlichen Schulen in Gravette und Springdale; danach absolvierte er die Bob Jones University, eine protestantisch-konservative Hochschule in Greenville (South Carolina), an der er 1972 seinen Abschluss machte. 1990 erwarb er noch den Magister in Politikwissenschaften von der University of Arkansas. Selbst war Hutchinson als Geschichtsdozent an der John Brown University in Siloam Springs beschäftigt; ferner betätigte er sich zeitweise als Pastor sowie als Mitbesitzer des Radiosenders KBCV.

## Politik
Hutchinsons politische Laufbahn begann 1985, als er in das Repräsentantenhaus von Arkansas einzog; dort verblieb er bis 1992. In diesem Jahr wurde er in das Repräsentantenhaus der Vereinigten Staaten in Washington, D.C. gewählt, wo er am 3. Januar 1993 als Nachfolger des nicht mehr kandidierenden John Paul Hammerschmidt seinen Sitz einnahm. In der republikanischen Primary hatte er sich zuvor gegen Richard L. Barclay, ebenfalls Mitglied des Staatsrepräsentantenhauses, durchgesetzt. Hutchinson saß nach einer Wiederwahl bis zum 3. Januar 1997 im Unterhaus des Kongresses.

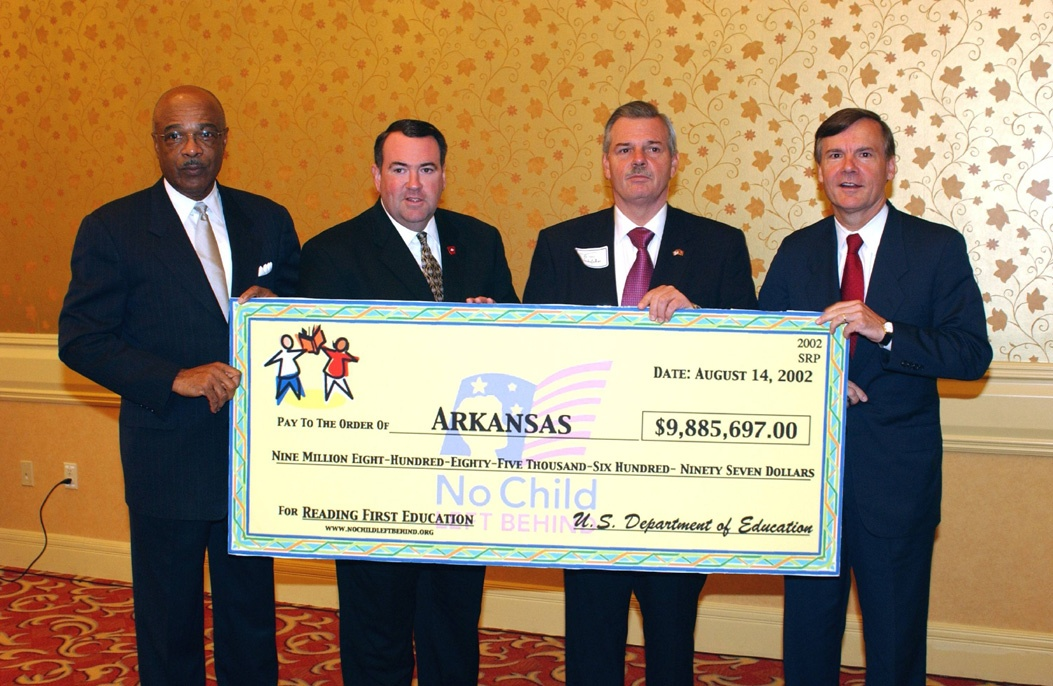
Tim Hutchinson (rechts) im Jahr 2002 bei einer symbolischen Scheckübergabe mit (von links) US-Bildungsminister Roderick Paige, Gouverneur Mike Huckabee und Vizegouverneur Win Rockefeller.

1996 bewarb er sich nicht um die Wiederwahl, sondern um die Nachfolge des ausscheidenden demokratischen US-Senators David Pryor. Ursprünglich galt der damalige Vizegouverneur von Arkansas, Mike Huckabee, als Favorit für die republikanische Nominierung; als jedoch Gouverneur Jim Tucker wegen Verschwörung und Postbetrugs zu einer Bewährungsstrafe verurteilt wurde und dadurch zum Rücktritt gezwungen war, folgte Huckabee ihm ins Amt, womit der Weg für Hutchinson frei wurde. Bei der Wahl traf er auf den Attorney General von Arkansas, Winston Bryant. Zwar gewann der aus Arkansas stammende US-Präsident Bill Clinton zeitgleich die Präsidentschaftswahl und erzielte dabei in seinem Heimatstaat einen Vorsprung von 17 Prozentpunkten gegenüber dem Republikaner Bob Dole, doch konnte Bryant davon nicht profitieren. Mit 53 Prozent der Stimmen siegte Hutchinson und wurde damit der erste republikanische US-Senator aus Arkansas seit der Zeit der Reconstruction. Im Repräsentantenhaus wurde sein jüngerer Bruder Asa sein Nachfolger.
Im Senat war Hutchinsons Abstimmungsverhalten sehr konservativ geprägt. Wie die meisten Republikaner gilt er als Pro-Life-Aktivist, machte sich für Steuersenkungen stark, sprach sich für die Todesstrafe aus und unterstützte einen Entwurf für einen Verfassungszusatz, der das Verbrennen der US-Flagge unter Strafe stellen sollte. Außerdem ist er ein Gegner der gleichgeschlechtlichen Ehe sowie staatlicher Eingriffe in die Wirtschaft. Er war unter anderem Mitglied des Streitkräfteausschusses sowie des Ausschusses für Gesundheit, Erziehung und Arbeit. Im Oktober 2002 war er einer von 16 Senatoren, die den Entwurf zur Irak-Resolution einbrachten, mit deren Annahme der Irakkrieg eingeleitet wurde.
Im Jahr 2002 trat Hutchinson zur Wiederwahl an. Auf demokratischer Seite kandidierte der Attorney General von Arkansas, Mark Pryor, Sohn seines Vorgängers David Pryor. Während Pryor durch seinen in Arkansas immer noch populären Vater mit einem Werbespot unterstützt wurde, stand bei Hutchinson dessen Scheidung von seiner Frau Donna nach 29 Ehejahren und seine folgende Hochzeit mit einer Hilfskraft aus seinem Kongressstab im Blickpunkt des Interesses. Pryor schnitt dieses Thema in seinem Wahlkampf zwar nicht an; es war aber trotzdem allgemein bekannt und schadete Hutchinson. Letztlich verlor er mit acht Prozentpunkten Unterschied und war damit der einzige republikanische Amtsinhaber, der in diesem Jahr seinen Sitz abtreten musste.

## Weiterer Lebenslauf
Nach seinem Ausscheiden aus dem Kongress am 3. Januar 2003 trat Hutchinson wenig später in die Anwaltskanzlei Dickstein Shapiro mit Sitz in Washington ein. Er lebt in Alexandria (Virginia). Seine Söhne Jeremy und Timothy, eineiige Zwillinge, wurden beide als Abgeordnete ins Repräsentantenhaus von Arkansas gewählt, dem auch sein Schwager Kim Hendren angehört.